# Timmerlah
Timmerlah ist ein Stadtteil Braunschweigs. Es gehört zum Stadtbezirk 222 – Südwest und liegt am westlichen Rand der Stadt. Nachbarorte sind im Norden Lamme, im Osten die Weststadt, im Süden Stiddien und im Westen Groß Gleidingen, welches bereits ein Ortsteil der Gemeinde Vechelde im Landkreis Peine ist. Mit 90 Meter über dem Meeresspiegel ist Timmerlah der höchste bebaute Ortsteil der Stadt Braunschweig.
Während der überwiegende Teil der Flur landwirtschaftlich genutzt wird, bildet der Timmerlaher Busch im Norden der Gemarkung ein beliebtes Naherholungsgebiet.

Timmerlah 1899

## Geschichte
| \| \| |
| --- |
| Die erste kartografische Darstellung Timmerlahs im Ämteratlas des Fürstentums Braunschweig-Wolfenbüttel von Gottfried Mascop, 1574. |
| Timmerlah · Ämteratlas des Fürstentums Braunschweig-Wolfenbüttel von Gottfried Mascop, 1574.                                        |

Die erste Erwähnung als „Dinbarloha“ stammt aus dem frühen 9. Jahrhundert. Im Jahr 1158 wird es als „Timberlo“, 1187 als „Tymberla“ und 1302 als „Tymmerla“ erwähnt. Seit dem Mittelalter dominierte die nahe Stadt ihr Umland. Ihre Kirchen, Klöster und Patrizier wurden zu Landbesitzern in Timmerlah. Beim Bau der Braunschweiger Landwehr Ende des 14. Jahrhunderts wurde das Dorf außerhalb dieser äußeren städtischen Befestigung belassen und musste so im Laufe der Zeit viele Plünderungen und Brandschatzungen erleiden.
Um 1440 wurde Timmerlah mit weiteren zehn Dörfern des Fürstentums Braunschweig-Wolfenbüttel zum Verwaltungs- und Gerichtsbezirk „Amt Eich“ oder auch „Zur Eiche“ zusammengefasst. Das Amt umfasste das Gebiet westlich der Stadt Braunschweig, von der Braunschweiger Landwehr bis etwa zum Flüsschen Aue. Im Jahr 1501 verpfändete Herzog Heinrich I, genannt der Ältere, die Dörfer des Amts an die Stadt Braunschweig, unter deren Verwaltung sie bis 1671 blieben, als die Epoche der unabhängigen Stadt Braunschweig durch Rückeroberung der Fürsten von Braunschweig-Wolfenbüttel beendet wurde.
Die Kirchstraße bildete den Dorfkern des Einwegedorfes mit der Kirche auf der einen und den Bauernhöfen auf der gegenüberliegenden Seite des Weges. Dazu kamen später der Alte Winkel sowie kleinere Höfe und Häuser der damaligen kleinbäuerlichen Schicht im Eickweg, in der Schwarzen Straße, der Ohlenhofstraße und der Timmerlahstraße. Erst im 20. Jahrhundert entstand die Bebauung im Nettlingskamp (1930er/1940er Jahre), im Hopfenanger (1950er) sowie nördlich des Heideweges (1960er) und des Schülerweges (1970er). Das jüngste Viertel „Am Hopfengarten“ entstand nach 2000. Großbrände in vergangenen Zeiten vernichteten viele alte Häuser.
Der Rübenanbau ab dem 19. Jahrhundert brachte neuen Wohlstand und führte um 1900 auf vielen Höfen zu Neubauten. Die heutige Kirche wurde 1871 erbaut. Der Turm steht auf den Fundamenten eines romanischen Vorgängerbaus, wurde 1799 mit der für die Region einmaligen „Zwiebel“ erbaut und 1899 um vier Meter erhöht.
1974 wurde Timmerlah, vorher Landkreis Braunschweig, in die Stadt Braunschweig eingemeindet. Der Timmerlaher Busch ist seit 1974 Landschaftsschutzgebiet.

## Öffentliches Leben
Eine Vielzahl von Vereinen bestimmt das Leben der Timmerlaher Bürger.
- Timmerlah hat eine Freiwillige Feuerwehr mit 172 Mitgliedern. Sehr beliebt ist der alljährlich am ersten Adventswochenende stattfindende Weihnachtsmarkt, den die Freiwillige Feuerwehr im Dorfkern organisiert.
- Neben der Feuerwehr engagieren sich sehr viele Bürger Timmerlahs im Turn- und Sportverein „Frisch Auf“ Timmerlah e. V., im Kleinkaliber-Sportverein Timmerlah 1936 e. V. oder im Siedlerbund.
- Seit 1998 gibt es auf dem Gelände des Pfarrhauses einen Jugendtreff.

Zwei Gaststätten sorgen für die Versorgung der Bürger. Der letzte mittelständische Lebensmittelladen schloss dagegen 2008. Die Post zog sich bereits etwas früher aus Timmerlah zurück. 2017 eröffnete die Filiale eines Lebensmitteldiscounters. Auch eine Zweigstelle der Post kam wieder zurück. Weiters gibt es einen Bäcker und eine Arztpraxis.
Bildung
- Timmerlah besitzt einen von der AWO betriebenen Kindergarten und eine Grundschule.
- Die Schüler aus Geitelde und Stiddien besuchen auch die Grundschule Timmerlah. Sie werden mittels Schulbus dorthin gebracht.

## Verkehr
- Schiene: Im Süden verläuft die Bahnstrecke Hannover–Braunschweig, daran besteht keine direkte Anbindung. Im Osten in der Weststadt endet die Straßenbahnlinie 3 (2 km).
- Straße: Verbindungen in die Weststadt, nach Stiddien, Groß Gleidingen und Klein Gleidingen. Zwei Kilometer nördlich von Timmerlah verläuft die Bundesstraße 1. Vier Kilometer östlich von Timmerlah ist die nächste Autobahnauffahrt (Braunschweig-Weststadt, A 391), 5 km südlich besteht Anschluss an die A 39 (Braunschweig-Salzgitter Kreuz).
- ÖPNV: Timmerlah wird durch die Buslinien 445 und 455 der Braunschweiger Verkehrs-GmbH bedient.

## Wappen
Das Wappen zeigt Reihen von versetzt angeordneten goldenen Eichenblättern auf einem grünen Schild.
Der Name Timmerlah (in etwa „dunkles Gehölz mit lichten Stellen“) leitet sich von den Worten „Timber“ (englisch Holz; oder auch dunkel) und „lah“, was so viel wie Lichtung oder ebenfalls Holz bedeuten kann, ab. Das Wappen gibt diesen selbstredend wieder. Zugleich symbolisieren die Farbgebung und das Eichenlaub den Timmerlaher Busch.
Arnold Rabbow hat das Wappen entworfen, es wurde am 20. Februar 1980 vom Ortsrat Timmerlahs angenommen.

## Persönlichkeiten
- Johannes Nolte (1636–1714), von 1664 bis 1714 Pastor in Timmerlah
- Johann Rudolph Nolten (* 24. Oktober 1691; † 8. Dezember 1754), evangelischer Geistlicher, Generalsuperintendent in Stendal
- Friedrich von Cramm (* 18. September 1874; † 30. Dezember 1942), Landwirt und Politiker (DVP)
- Wilhelm Roloff (* 1875/1876; † 20. Dezember 1973), Kaufmann, Inhaber der Firma C.W. Böttger – Grüner Löwe, Ehrenbürger der Gemeinde Timmerlah[6]
- Georg Althaus (* 1898; † 1974), evangelisch-lutherischer Theologe und Gegner des NS-Regimes